# セツブンソウ属
セツブンソウ属（セツブンソウぞく、学名：Eranthis、和名漢字表記：節分草属）は、キンポウゲ科の属の1つ。

## 特徴
早春植物。地下に球状になる塊茎か細長い根茎のある多年草。根出葉は1-2個あり、または無く、長い葉柄があり、葉身は3全裂して裂片はさらに切れ込む。茎に無柄で茎葉が2個輪生し、葉身は掌状に分裂する。この茎葉を苞葉ということもある。花は両性で、放射相称、茎先に単生し、白色、黄色、紅紫色がある。一見して花弁に見えるものは萼片であり、ふつう5-8個ある。本当の花弁は萼片内の小さなものでふつう5-10個あり、橙黄色で、花弁の先端部分が広がった舷部と長い柄からなり、舷部の先端はふつう2裂するか、または全縁となり、蜜腺があって蜜を分泌する。雄蕊は10個または多数ある。雌蕊は2-5個あり、短い柄がある。果実は袋果となり、種子は円盤状になり、表面に網目状の模様があるか滑らかである。

## 分布
ユーラシア大陸に8-9種あり、南ヨーロッパ、中央アジアから中国大陸、朝鮮半島、ロシア沿海地方、日本に分布する。日本産のものは日本固有種である。

## 名前の由来
属名 Eranthis は、ギリシャ語で er（春）+ anthos（花）からなる語。
かつて、この属の属名とされた Shibateranthis は、属内分類群名（節 sect. ）に使用されている。
また、セツブンソウ属の英名は winter aconite という。これは、「冬のトリカブト」の意味であり、春早く1月には開花し、葉が同科トリカブト属のセイヨウトリカブト Aconitum napellus L. によく似ていることによる。

## 種

### 日本に分布する種
- セツブンソウ（節分草）Eranthis pinnatifida Maxim.[7] - 塊茎が球状になる多年草。茎の高さは10-30センチメートル。花弁状の萼片は白色。花弁は橙黄色で5-10個あり先が2裂する。雄蕊は多数あり葯は淡紫色。本州（関東地方以西）の特産で、まばらな温帯夏緑林の林床などに生育する。石灰岩地を好む[1]。準絶滅危惧(NT)（環境省、2017年）。

### その他の種
学名は Plants of the World Online から。
- Eranthis albiflora Franch. …… 中国の四川省西部に見られる。
- Eranthis byunsanensis B.Y.Sun（シノニム: E. pungdoensis B.U.Oh）…… 朝鮮西部に見られる。
- Eranthis cilicica Schott & Kotschy …… トルコからイラン北部にかけて分布。
- Eranthis hyemalis (L.) Salisb. - キバナセツブンソウ …… フランス南東部からブルガリアにかけて分布。
- Eranthis iranica Rūkšāns & Zetterl. …… 2018年に新種記載されたもので、イラン北東部に見られる。
- Eranthis kurdica Rūkšāns …… 2022年に新種として記載されたもので、イラン北西部に見られる。
- Eranthis lobulata W.T.Wang …… 四川省の北中央部に見られ、変種 elatior W.T.Wang も存在する。
- Eranthis longistipitata Regel …… イラン北東部から中央アジアおよびアフガニスタンに北部にかけて分布。
- Eranthis sibirica DC. …… シベリア南部に分布する。
- Eranthis stellata Maxim. - チョウセンセツブンソウ …… 極東ロシアから朝鮮にかけて分布。
- Eranthis tanhoensis Erst - Erst et al. (2020:87) により記載されたもので、ロシアのブリヤート共和国とイルクーツク州のハマル＝ダバン山脈に見られる。

## ギャラリー
- Eranthis cilicica
- Eranthis hyemalis
- Eranthis longistipitata
- チョウセンセツブンソウ